# 耕して♥フォーリンLOVE
『耕して♥フォーリンLOVE』（たがやしてフォーリンラブ）は、後藤羽矢子による4コマ漫画。「まんがライフ」（竹書房）で2003年6月号から2006年9月号まで、「まんがライフオリジナル」（同）で2003年6月号から2006年8月号まで連載された。

## 概要
「ライフ」誌では2003年9月号より2006年4月号まで表紙及び巻頭カラーを担当する、いわゆる「看板作品」だった。看板待遇の間、作品に続いて藤田智監修によるガーデニングコーナー「やえちゃんの楽しいガーデニング教室♥」が掲載された。
2誌に連載されているが、メインは「ライフ」誌である。恋愛関係の動きは基本的にライフ誌上で描かれ、ストーリー的に重要な存在である雅、梅川、誠二らもライフ誌にのみ登場する。ほとんどの回で学園が舞台となっているのも特徴で、同誌においては「学園ラブコメストーリー4コマ漫画」というスタイルがほぼ固まっている。
「ライフオリジナル」誌では、登場人物がやえ、草柳、ダイコンにほぼ絞られ、彼らの日常風景を描いたサイドストーリー的な存在となっている。プール、やえの自宅など、学園以外が舞台になることもある。しかし、学園・農業漫画としての結末は「ライフ」誌で描かれたが、ラブコメ漫画としての結末は実質的に「ライフオリジナル」誌のラスト3話で描かれた。2誌連載であるとはいえ、ストーリーが2誌にまたがるのを作者が善しとしなかったことが大きな理由と思われる。なお、ライフオリジナル誌に雅や梅川、誠二らは最後まで登場せず、雅の最終エピソードは単行本5巻で描き下ろされた。
「ライフオリジナル」誌を中心に、一ひねりされた下ネタが混じることがままあり、成人向け漫画家でもある作者の指向が窺える。「ライフ」誌でも下ネタが無いわけではないが、看板作品のためか、制約がある。自慰行為を「こする」とぼかした表現に抑えたり、梅川と草柳の父が以前不倫関係にあったことにしようとしたものの断念する、といった例が明らかになっている。
「ライフ」誌の表紙カットは、主役であるやえを草柳より大きく表記しないとボツを喰らう。草柳は長身なので配置に神経を使うらしい。
作中では、やえとダイコンが親密になる描写はほとんど描かれていなかったが、作者によると、やえとダイコンとくっつけるラストも、終盤近くまで捨てていなかったとのこと。

## あらすじ
互いに仲の悪い普通科と農業科が併設されている神奈川県立星ヶ島高等学校（架空）を舞台として、普通科の王子様と呼ばれる美形の男子生徒「草柳豊」に恋した農業科の女生徒「山野やえ」の奮闘を、山野のクラスメイト・幼馴染みで彼女にほのかな思いを抱く「ダイコン（大根青巳）」や、大根に恋する普通科の占い好き女生徒「花咲雅」、草柳があこがれている農業科の女英語教師「梅川かおり」らと絡めてコミカルに描いている。

## 登場人物
山野やえ
星が島高校農業科1年生。農業に理解のない普通科の生徒に対しては鍬を振り回して反発する。性格は明るく、前向きだが、精神的に幼い面、直情的な面もある。身体能力は非常に高い。学業は劣等生だが、農業については真剣に考えており、知識もある。
草柳に対しては一目ぼれ。農業の道に進もうとする草柳を暖かく、時に厳しく支える。
草柳豊
星が島高校普通科1年生。端麗な容姿と優しい性格から、普通科の女子からは「王子様」と呼ばれ人気が高い。実際は友達がいない、オタクの気があるなど王子様とはやや遠い面もある。植物が好きで、農業科に関心を持ち、やえたちと知り合う。将来は農業の道に進もうと決意し、やえの家に通うようになる。農業大学を普通に狙えるくらいの秀才であるが、体力面に非常に不安があり、虫や爬虫類を見ると気絶するなど、傍目からは農業に到底向いていないため、家族の反対に遭う。
梅川に、限りなく恋愛感情に近い憧れを持つ。
大根青巳（ダイコン）
星が島高校農業科1年生。喧嘩っ早く、トラブルがあると先頭に立って普通科を攻撃する。性格は熱血そのもの。極めて短気。思慮が浅い部分もあるが、人情味がある。体力、学業に関してはやえとほぼ同レベル。
やえとは赤ん坊の頃からの幼なじみであり、淡い恋心を持つ。今の関係が続き、30歳くらいでなんとなく結婚すると思っていた。
花咲雅
星が島高校普通科1年生。水晶占いを得意とし、マントを着用。コウモリを飼い「魔術師」を自称する（ただし占いが統計学的なものであることは理解している。）。草柳と別の意味で普通科の女子から人気がある。この作品には珍しく、漫画的な要素の高いキャラクター。ライフ版にしか登場せず、ライフ版でもストーリーが農業主眼になると出番が激減するが、性格的な欠点が少なく、漫画的な面白さがあったことから、人気が高かった。
ダイコンに一目ぼれ。「大根様」と呼び、半歩下がって慕うようになるが、アプローチがオカルトじみておりことごとく通じない。
梅川かおり
産休の英語教師の代わりとして農業科に赴任した若い女性。学生時代は草柳の家庭教師をしていた。教育に対する姿勢は真面目で、やえたちの農業への姿勢にも理解を示すが、性格的にはいまどきの若者らしくアバウトな面もある。
彼氏がいたが、草柳の父・誠二に対する思いが残っているため上手く行かず、別れる寸前。
草柳誠二
草柳豊の父。会社の重役で南米に海外赴任している。性格はおちゃらけており、女癖が悪いことを暗示する描写もある。豊が農業に進むのを反対し、梅川に働きかけたり、他業種の経験をさせたり、やえから引き離そうと留学を持ちかけたりと、さまざまな妨害を繰り広げる。中には手段として姑息なものもあり、なにより息子・豊の情熱と可能性を無視したものではあるが、誠二がこのような手段に出るのは、豊が明らかに農業向きの性格、体質でないこと、また昨今の農業を取り巻く状況の苦しさを考慮しての行動でもあり、どちらが善であるかは、作者が「物語のテーマに関わってくる部分」と語るくらい難しい問題であった。（実際にはこのテーマに踏み込まれることはなく連載が終了した。）
レジーナ柿本
星が島高校農業科1年生（留学生）。ブラジルの農園の娘で、豊に海外の農業のスケールの大きさを見せ付け、農業に対する気力を削ぐために誠二が送り込んだ刺客。レジーナ自身、親の農園も景気が良くなく、農業の将来を悲観している。

## 書誌情報
- 単行本 - 竹書房より「バンブーコミックス」として全5巻が刊行されている。
  1. （2004年8月27日発行） ISBN 4-8124-6014-X
  2. （2005年6月7日発行） ISBN 4-8124-6182-0
  3. （2005年12月17日発行） ISBN 4-8124-6413-7
  4. （2006年5月27日発行） ISBN 4-8124-6466-8
  5. （2006年9月16日発行） ISBN 4-8124-6506-0